# Ріманова поверхня

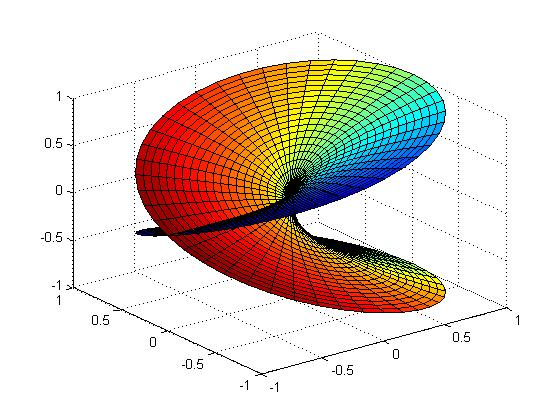
Ріманова поверхня ƒ(z) = √z

Ріманова поверхня — традиційна в комплексному аналізі назва 1-вимірного комплексного многовиду. Такі поверхні почав систематично вивчати Бернгард Ріман. Прикладами ріманових поверхонь є комплексна площина і сфера Рімана.

## Визначення
Зв'язний гаусдорфів топологічний простір R називається рімановою поверхнею, якщо на ньому можна задати покриття відкритими множинами {\displaystyle (U_{\alpha })_{\alpha \in A}} причому кожній множині {\displaystyle \ U_{\alpha }} відповідає гомеоморфне відображення {\displaystyle \varphi _{\alpha }} із множини {\displaystyle \ U_{\alpha }} у деяку відкриту підмножину комплексної площини, причому якщо перетин {\displaystyle \ U_{\alpha }\cap U_{\beta }} є непустою множиною, то функція:
{\displaystyle \varphi _{\alpha ,\beta }:\varphi _{\alpha }(U_{\alpha }\cap U_{\beta })\to \varphi _{\beta }(U_{\alpha }\cap U_{\beta }),\quad \varphi _{\alpha ,\beta }=\varphi _{\beta }\circ \varphi _{\alpha }^{-1}.}
є голоморфною. Множина {\displaystyle (U_{\alpha },\varphi _{\alpha })_{\alpha \in A}} при цьому називається атласом, а її елементи картами.
Якщо даний топологічний простір є також компактним, то ріманова поверхня називається компактною або замкнутою

## Приклади

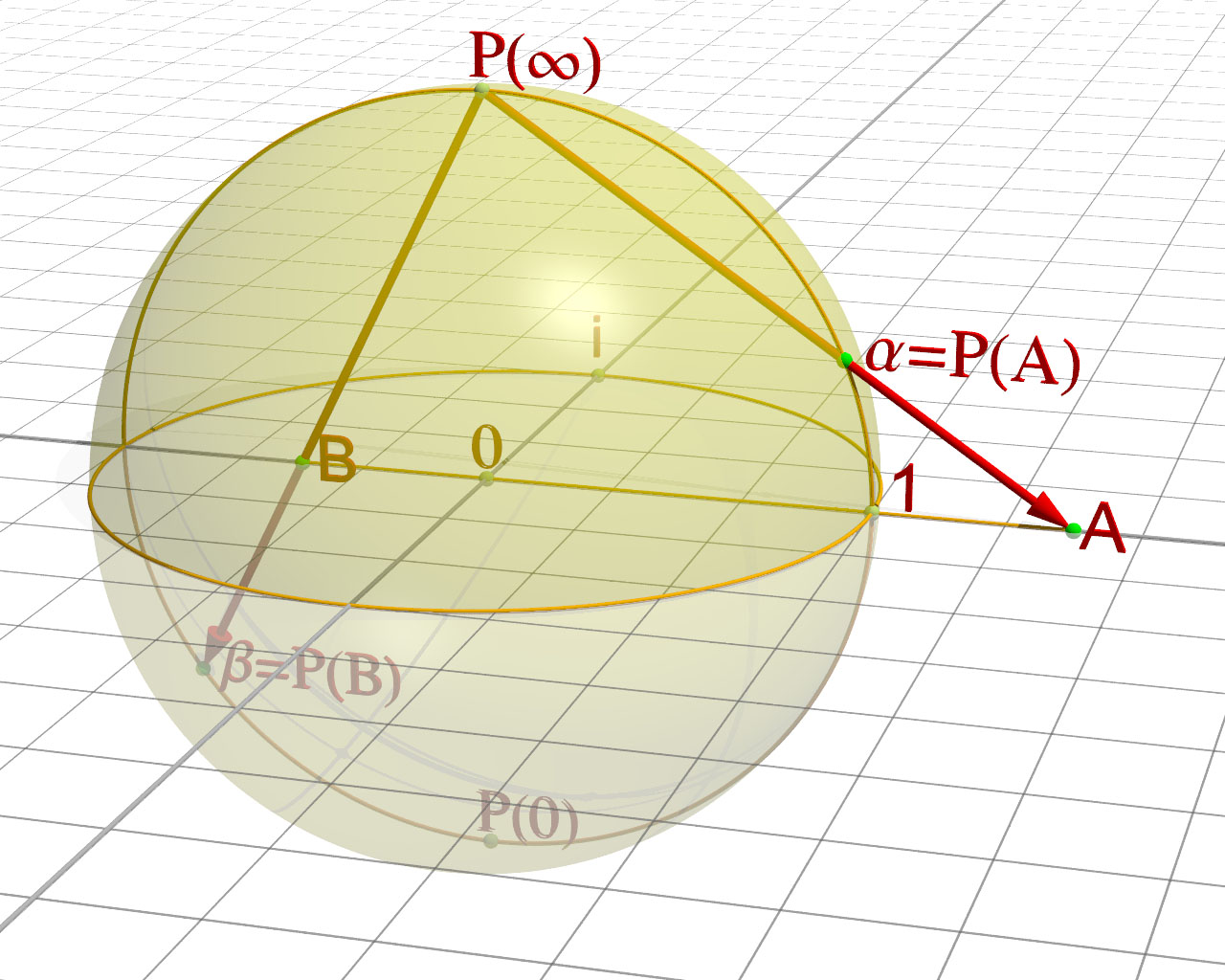
Сфера Рімана.

- Комплексна площина {\displaystyle \mathbb {C} } є одним із найпростішим прикладів ріманової поверхні. Одиничне відображення {\displaystyle \varphi (z)=z} визначає карту на множині {\displaystyle \mathbb {C} }, і {\displaystyle \mathbb {C} ,\varphi } є необхідним атласом. Відображення {\displaystyle \varphi (z)={\overline {z}}} (комплексне спряження) також визначає атлас на {\displaystyle \mathbb {C} }. Дані атласи не є еквівалентними.

- Подібним чином кожна відкрита множина комплексної площини є рімановою поверхнею.

- Нехай {\displaystyle {\widehat {\mathbb {C} }}=\mathbb {C} \cup \{\infty \},\;\varphi _{1}(z)=z} де {\displaystyle z\in {\widehat {\mathbb {C} }}\setminus \{\infty \}} і {\displaystyle \varphi _{2}(z)={\frac {1}{z}}} де {\displaystyle z\in {\widehat {\mathbb {C} }}\setminus \{0\}}. Тоді {\displaystyle \varphi _{1},\varphi _{2}} із своїми областями визначення визначають атлас. Множина {\displaystyle {\widehat {\mathbb {C} }}} з визначеною таким чином комплексною структурою є компактною рімановою поверхнею гомеоморфною сфері. Дана поверхня називається рімановою сферою.

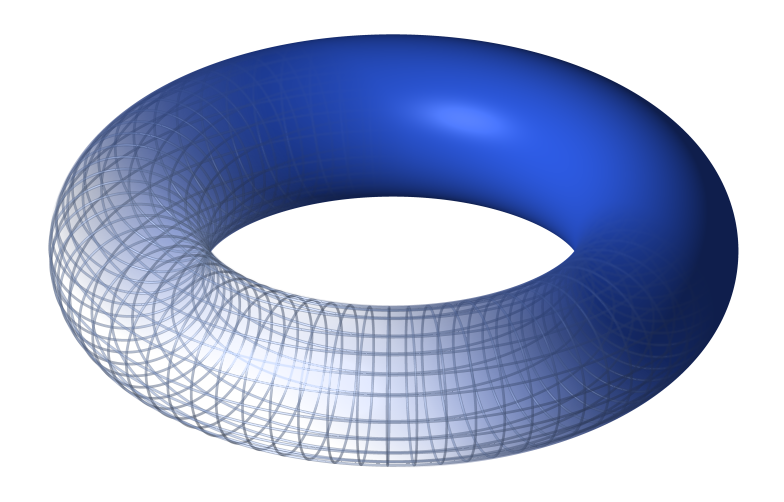
Тор

- Теорія поверхонь Рімана є еквівалентною теорії несингулярних алгебраїчних кривих над комплексними числами. Наприклад тор {\displaystyle \mathbb {C} /(\mathbb {Z} \oplus \tau Z''')}, де τ комплексне число, що не є дійсним, відповідає через еліптичну функцію Вейєрштрасса деякій еліптичній кривій.
- Важливі приклади некомпактних ріманових поверхонь дають аналітичні продовження.

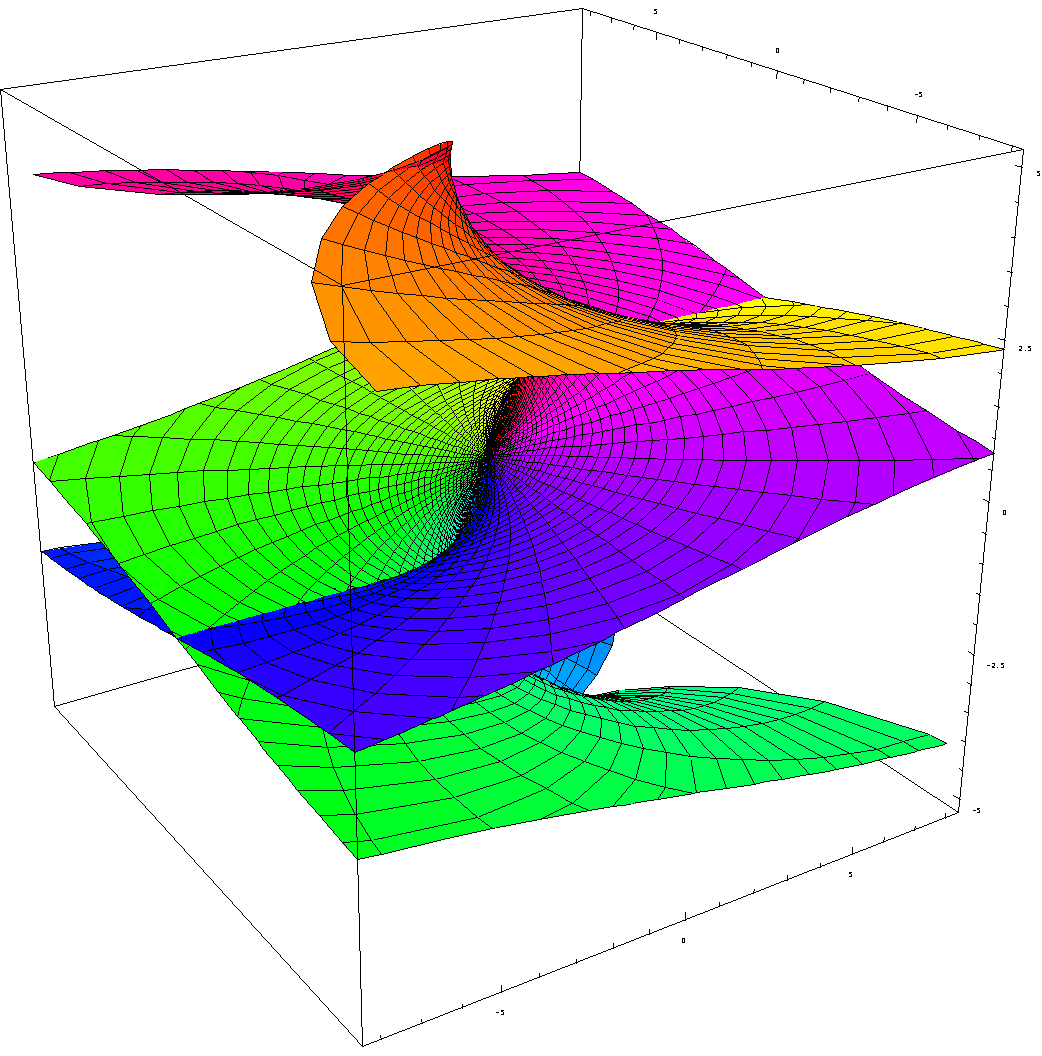
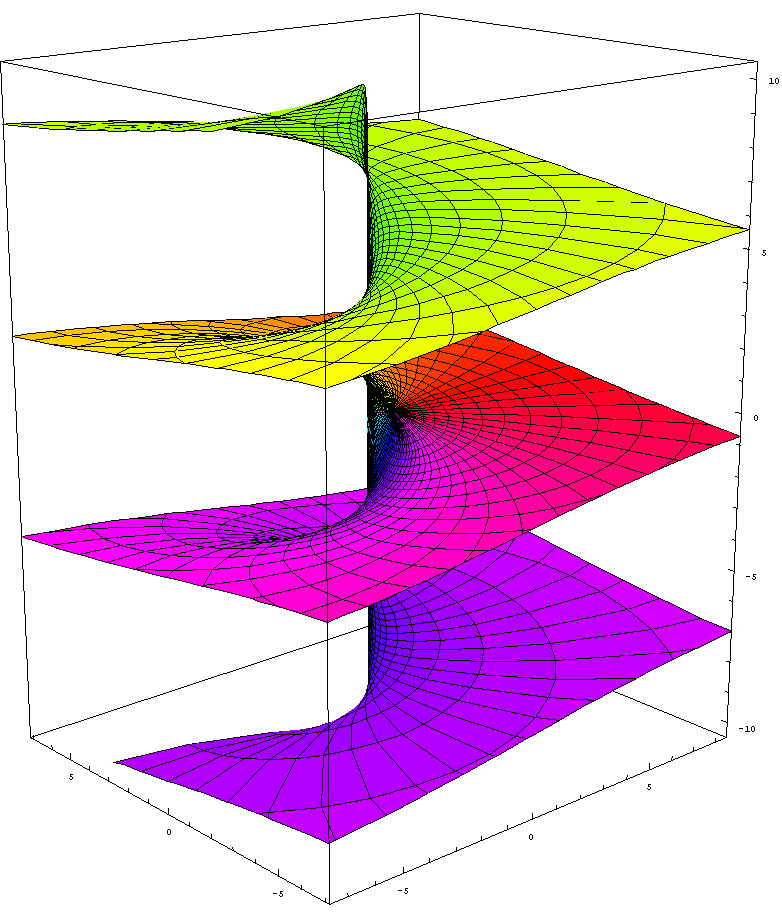
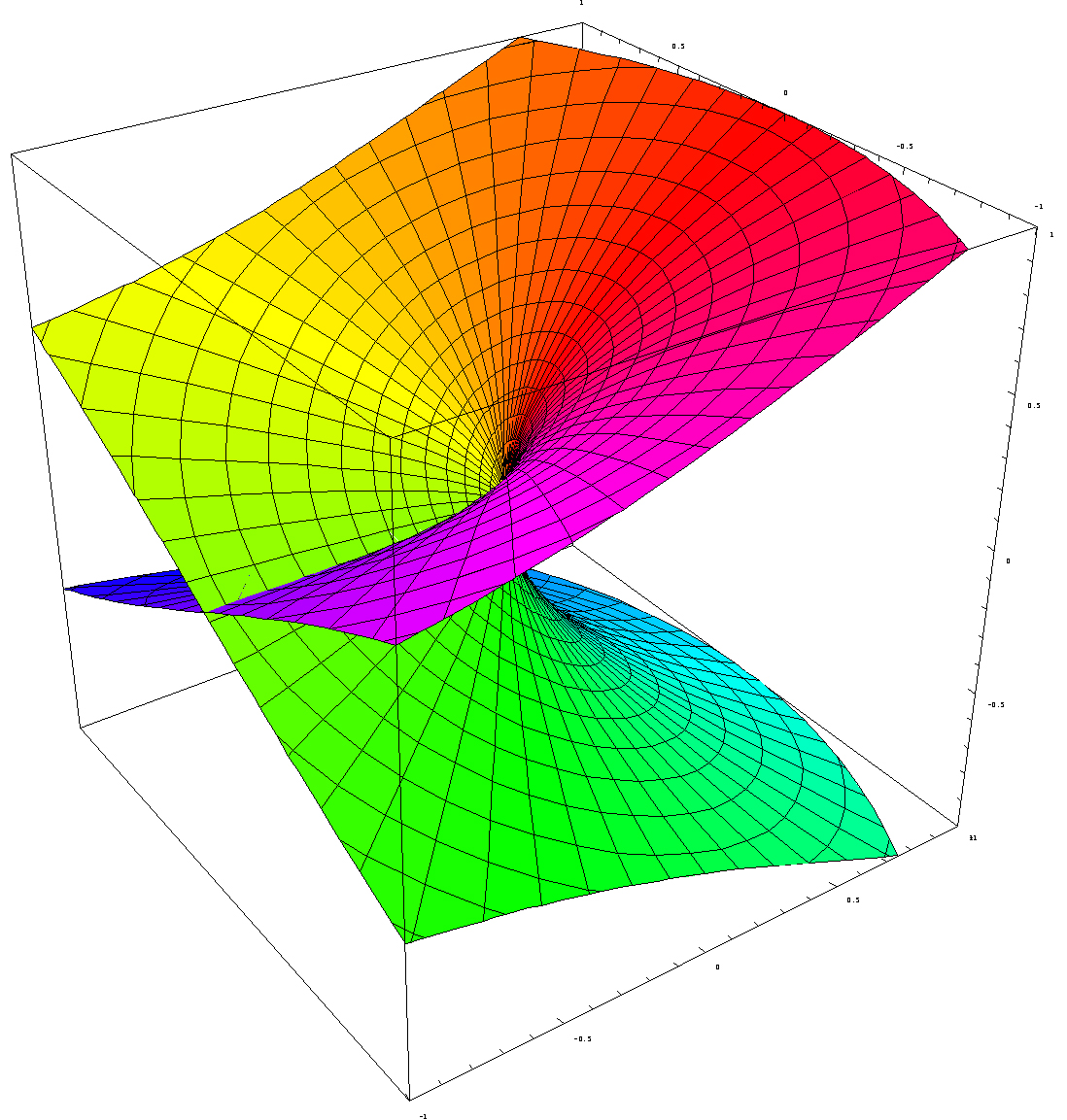
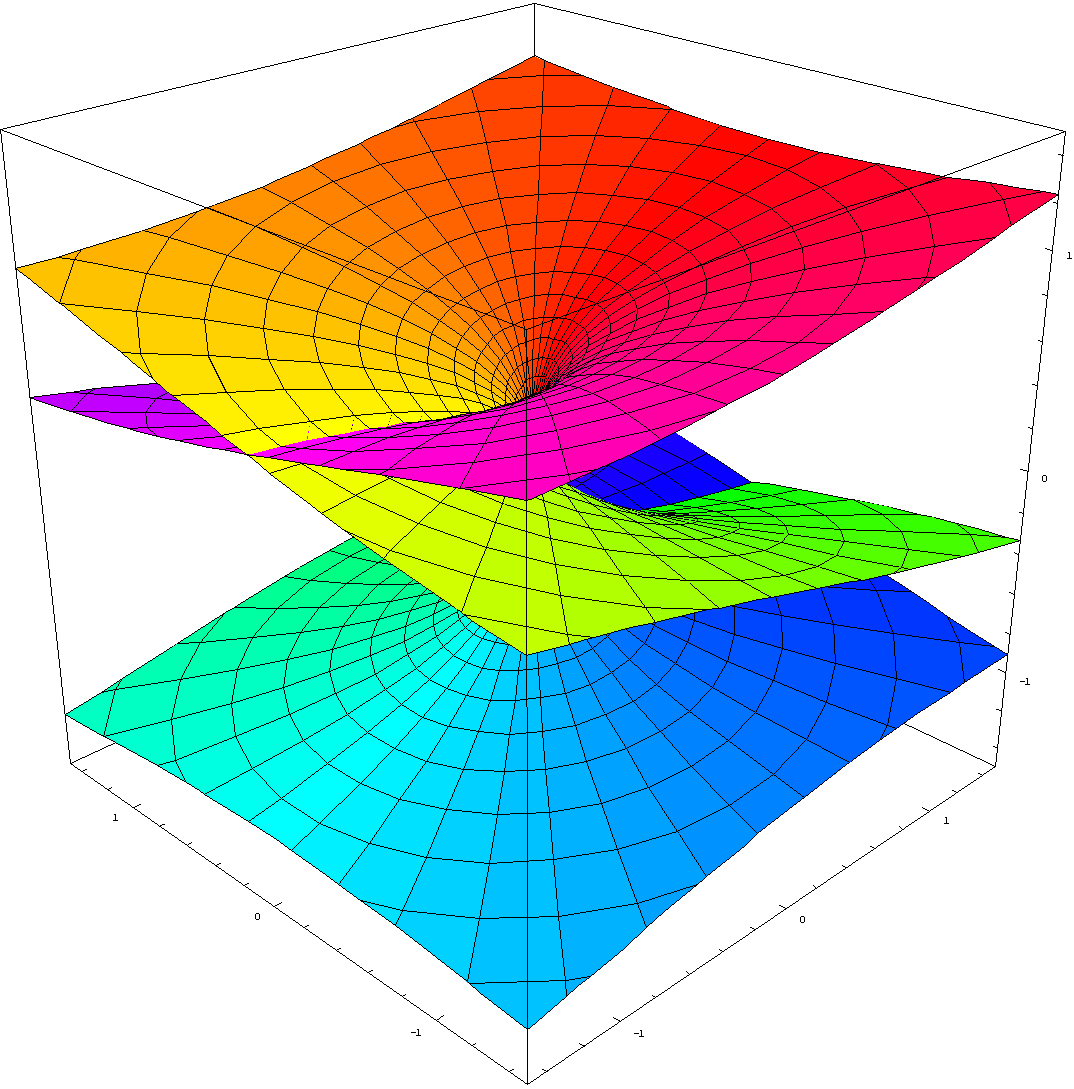
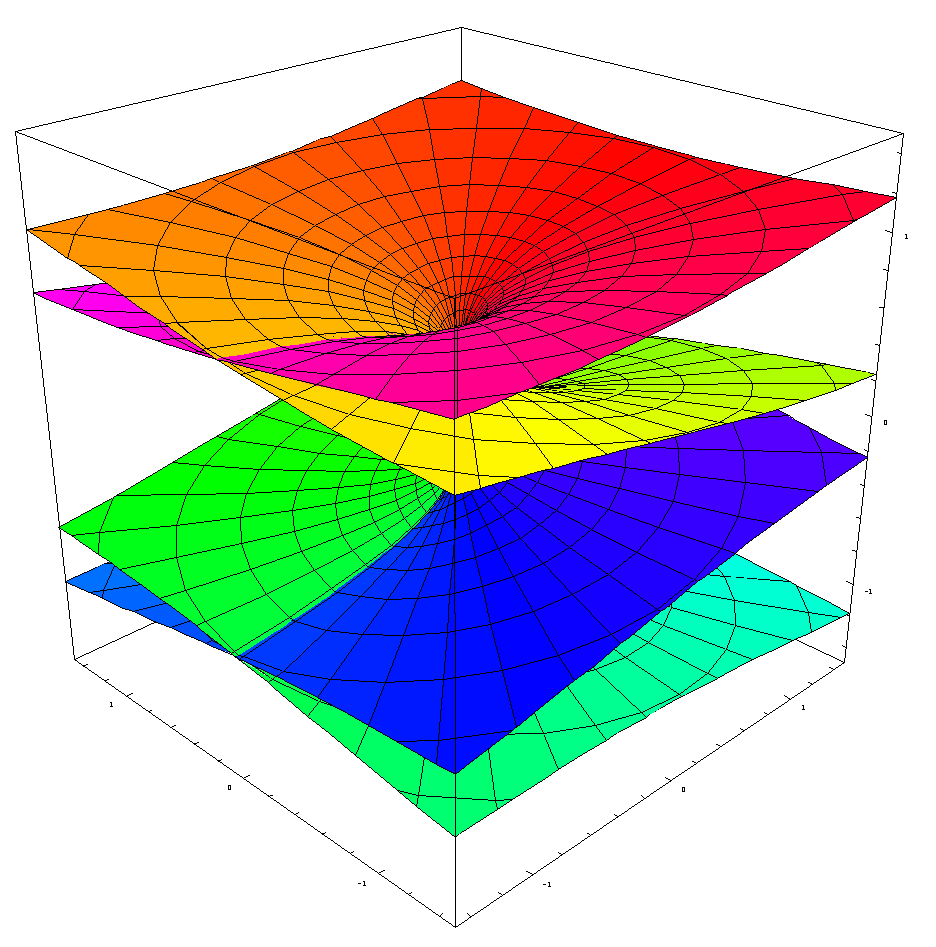

- {\displaystyle f(z)=\arcsin z,\!}
- {\displaystyle f(z)=\log z,\!}
- {\displaystyle f(z)=z^{\frac {1}{2}}}
- {\displaystyle f(z)=z^{\frac {1}{3}}}
- {\displaystyle f(z)=z^{\frac {1}{4}}}